# Diocesi di Annecy
La diocesi di Annecy (in latino Dioecesis Anneciensis) è una sede della Chiesa cattolica in Francia suffraganea dell'arcidiocesi di Lione. Nel 2022 contava 528.000 battezzati su 829.017 abitanti. È retta dal vescovo Yves Le Saux, Comm. l'Emm.

## Territorio
La diocesi comprende il dipartimento francese dell'Alta Savoia, ad eccezione di 10 parrocchie attorno a Rumilly che appartengono all'arcidiocesi di Chambéry, San Giovanni di Moriana e Tarantasia. Comprende inoltre Ugine e la valle d'Arly nel dipartimento della Savoia.
Sede vescovile è la città di Annecy, dove si trova la cattedrale di San Pietro.
Il territorio si estende su 4.388 km² ed è suddiviso in 38 parrocchie.

## Storia
Annecy e tutto il suo territorio in Savoia faceva parte, prima della rivoluzione francese, della diocesi di Ginevra. Quando la città ginevrina divenne protestante, al vescovo fu impedito di risiedervi e con Ange Justiniani (1568-1578) Annecy divenne la residenza dei vescovi di Ginevra.
In seguito al concordato del 1801, con la bolla Qui Christi Domini di papa Pio VII, del 29 novembre 1801, la diocesi di Ginevra fu soppressa e il suo territorio fu incorporato nella diocesi di Chambéry. Nel 1819 Chambéry fu elevata al rango di sede metropolitana, ma perse Ginevra e gli altri territori svizzeri, che furono annessi alla diocesi di Losanna.
La diocesi di Annecy, politicamente parte del regno di Sardegna, venne eretta il 15 febbraio 1822 con la bolla Sollicita catholici di papa Pio VII. Il pontefice riconobbe l'importanza della città di Annecy, per aver dato i natali a due grandi santi, Francesco di Sales e Giovanna Francesca di Chantal, e per aver dato rifugio per tanti anni ai vescovi della diocesi di Ginevra, di cui quella di Annecy ne è la continuazione.
La nuova diocesi, suffraganea dell'arcidiocesi di Chambéry, era costituita da 286 parrocchie. Il suo territorio comprendeva quello dell'antica diocesi di Ginevra, eccetto: 95 parrocchie in territorio francese, che fin dal 1817 erano state incorporate nella restaurata diocesi di Belley; 24 parrocchie in territorio svizzero, già cedute nel 1819 alla diocesi di Losanna; e 46 parrocchie, che restarono a Chambéry. Alle 286 parrocchie la bolla aggiunse altre 2 parrocchie sottratte a Losanna e a Lione.
Nel 1825, in occasione della restaurazione delle diocesi di San Giovanni di Moriana e Tarantasia, Annecy perse 2 parrocchie a favore di Tarantasia e altre 7 a favore di Chambéry.
La diocesi ebbe, almeno fino a metà del Novecento, un alto numero di sacerdoti diocesani e religiosi. Le tanti vocazioni favorirono anche le congregazioni missionarie: oltre 300 religiosi, originari della diocesi, partirono per le missioni e di questi 20 furono consacrati vescovi. François Jacquard, morto martire a Huế nel 1838, è venerato come santo. Diverse sono le congregazioni religiose, soprattutto femminili, originarie della diocesi, tra cui si ricordano le Suore della carità di Santa Giovanna Antida Thouret, le Suore della Croce di Chavanod, le Suore di San Giuseppe di Annecy.
L'8 dicembre 2002 è entrata a far parte della provincia ecclesiastica dell'arcidiocesi di Lione.

## Cronotassi dei vescovi
Si omettono i periodi di sede vacante non superiori ai 2 anni o non storicamente accertati.
- Claude-François de Thiollaz † (21 aprile 1822 - 14 marzo 1832 deceduto)
- Pierre-Joseph Rey † (13 giugno 1832 - 31 gennaio 1842 deceduto)
- Louis Rendu † (25 agosto 1842 - 28 agosto 1859 deceduto)
- Charles-Marie Magnin † (11 dicembre 1860 - 14 gennaio 1879 deceduto)
- Louis-Romain-Ernest Isoard † (9 maggio 1879 - 3 agosto 1901 deceduto)
- Pierre-Lucien Campistron † (13 maggio 1902[5] - 22 agosto 1921 deceduto)
- Florent-Michel-Marie-Joseph du Bois de la Villerabel † (21 novembre 1921 - 11 maggio 1940 nominato arcivescovo di Aix)
- Auguste-Léon-Alexis Cesbron † (30 settembre 1940 - 13 luglio 1962 deceduto)
- Jean-Baptiste-Étienne Sauvage † (28 settembre 1962 - 27 settembre 1983 ritirato)
- Hubert Marie Pierre Dominique Barbier (19 maggio 1984 - 25 aprile 2000 nominato arcivescovo di Bourges)
- Yves Jean Marie Arsène Boivineau (7 maggio 2001 - 27 giugno 2022 ritirato)
- Yves Le Saux, Comm. l'Emm., dal 27 giugno 2022

## Statistiche
La diocesi nel 2022 su una popolazione di 829.017 persone contava 528.000 battezzati, corrispondenti al 63,7% del totale.
| anno | popolazione | popolazione | popolazione | presbiteri | presbiteri | presbiteri | presbiteri                | diaconi | religiosi | religiosi | parrocchie |
| anno | battezzati  | totale      | %           | numero     | secolari   | regolari   | battezzati per presbitero | diaconi | uomini    | donne     | parrocchie |
| ---- | ----------- | ----------- | ----------- | ---------- | ---------- | ---------- | ------------------------- | ------- | --------- | --------- | ---------- |
| 1959 | 285.000     | 294.800     | 96,7        | 593        | 558        | 35         | 480                       |         | 190       | 1.130     | 309        |
| 1969 | 350.000     | 393.982     | 88,8        | 642        | 532        | 110        | 545                       |         | 175       | 950       | 252        |
| 1980 | 394.200     | 458.350     | 86,0        | 540        | 438        | 102        | 730                       | 1       | 129       | 940       | 320        |
| 1990 | 434.000     | 498.000     | 87,1        | 437        | 337        | 100        | 993                       | 7       | 135       | 450       | 320        |
| 1999 | 500.000     | 594.040     | 84,2        | 338        | 278        | 60         | 1.479                     | 11      | 70        | 245       | 320        |
| 2000 | 500.000     | 591.039     | 84,6        | 310        | 260        | 50         | 1.612                     | 12      | 59        | 235       | 320        |
| 2001 | 500.000     | 622.671     | 80,3        | 300        | 255        | 45         | 1.666                     | 13      | 55        | 220       | 320        |
| 2002 | 500.000     | 622.671     | 80,3        | 281        | 241        | 40         | 1.779                     | 13      | 55        | 220       | 320        |
| 2003 | 500.000     | 622.671     | 80,3        | 269        | 239        | 30         | 1.858                     | 14      | 37        | 210       | 320        |
| 2004 | 500.000     | 622.671     | 80,3        | 248        | 213        | 35         | 2.016                     | 13      | 42        | 205       | 320        |
| 2006 | 502.000     | 626.000     | 80,2        | 258        | 200        | 58         | 1.945                     | 13      | 59        | 473       | 320        |
| 2012 | 514.800     | 717.900     | 71,7        | 200        | 174        | 26         | 2.574                     | 21      | 63        | 359       | 38         |
| 2015 | 521.400     | 727.000     | 71,7        | 159        | 134        | 25         | 3.279                     | 25      | 56        | 269       | 38         |
| 2018 | 526.460     | 734.000     | 71,7        | 121        | 109        | 12         | 4.350                     | 24      | 25        | 264       | 38         |
| 2020 | 527.150     | 735.000     | 71,7        | 124        | 97         | 27         | 4.251                     | 24      | 38        | 251       | 38         |
| 2022 | 528.000     | 829.017     | 63,7        | 105        | 80         | 25         | 5.028                     | 26      | 35        | 224       | 38         |